# 蓬泰圣尼科洛
蓬泰圣尼科洛（義大利語：Ponte San Nicolò），是意大利威尼托大区帕多瓦省的一个市镇。总面积13.5平方公里，人口13292人，人口密度984.6人/平方公里（2009年）。国家统计（ISTAT）代码为028069。

## 友好城市
- 法國 克雷 (德龙省)